# Kuk (tvrđava)
Kuk (mjesni naziv: Stari grad); Gradina je tvrđava na uzvisini kod Kučina, pod Mosorom. Podignuta je najvjerojatnije u XV. stoljeću radi obrane od Turaka. Nazvana je po toponimu Cilco, t.j. Kuk, a poslije po njima i Kučine, tada pod imenima Pod Kuk i sl. U 16. je stoljeću utvrđena radi obrane od osmanskih upada. Godine 1539. na Veliki tjedan zauzeo ju je i porušio Murat Čehaja. Kamenom od crkve podignuta je u blizini crkva sv. Petra. Lokacija tvrđave je 17. kontrolna točka na Solinskom planinarskom putu.

## Zaštita
Pod oznakom Z-7674 zavedeno je kao nepokretno kulturno dobro - pojedinačno, pravna statusa zaštićena kulturnog dobra, klasificirano kao "vojne i obrambene građevine".

## Vanjske poveznice
|  | Zajednički poslužitelj ima još gradiva o temi Kuk (tvrđava) |